# Mancha Real
Mancha Real – gmina w Hiszpanii, w prowincji Jaén, w Andaluzji, o powierzchni 97,7 km². W 2011 roku gmina liczyła 11 308 mieszkańców.